# Podklošter
Podklošter (nemško Arnoldstein, star. italijansko Oristagno) je mesto s skoraj 2.000 prebivalci in občina z okoli 7000 prebivalci v spodnjem delu Ziljske doline, 15 km zahodno od Beljaka, na tradicionalno slovensko govorečem, danes dvojezičnem ozemlju Južne Koroške. Podklošter in bližnja naselja ležijo blizu tromeje med Slovenijo, Avstrijo in Italijo, na edinem stičišču slovanske, germanske in romanske kulture v Evropi.
Izjemen, a malo poznan del slovenske kulturne zgodovine na območju občine Podklošter predstavlja več stoletij stara slovenska
protestantska tradicija v vaseh Zagoriče (Agoritschah) in Sovče (Seltschach), katere korenine segajo vse do časov Trubarja in Dalmatina in je izrednega pomena tudi za razvoj koroškega bukovništva.

## Geografija
Ozemlje občine Podklošter se nahaja ob tradicionalni prometnici, ki skozi naravni prehod Vrata skozi Karnijske Alpe že od nekdaj povezuje Koroško s Furlanijo in mediteranskim jugom. Kraj Podklošter leži na nadmorski višini 578 mnm ob glavni cesti Beljak - Šmohor, ter avtocesti Beljak - Trbiž. Mimo Podkloštra je speljana železniška proga Trst - Beljak.
Podklošter je turistični kraj, ki leži pod južnimi pečinami 2166 m visokega Dobrača (Dobratsch) in severnimi obronki 1510 m visoke Peči (Dreiländereck) na tromeji. V kraju so znamenite razvaline benediktinskega samostana, po katerem je naselje tudi dobilo svoje slovensko ime.
Drugo največje naselje v občini, ki se skoraj "drži" Podkloštra, je Ziljica/Gailitz z okoli 1100 prebivalci, v bližini katere istoimenska reka izliva v Ziljo.
V okolici, predvsem na vzhodu in jugu, je več naselij s slovenskimi prebivalci: Sovče (nem. Seltschach), Peče (Pöckau), Rute (Greuth), Zagoriče (Agoritschach), Rikarja vas (Riegersdorf), Radna vas (Radendorf) in Ločilo (Hart), kjer se od magistralne ceste Beljak - Trbiž odcepi južna cesta čez 1073 m visoko Korensko sedlo v Slovenijo.

### Naselja v občini
Občina Podklošter je razdeljena na šest katastrskih občin:  Podklošter (Arnoldstein), Ločilo  (Hart), Vrata - Megvarje (Thörl-Maglern), Peče (Pöckau),  Rikarja vas (Riegersdorf) in Sovče (Seltschach). Ozemlje občine obsega sledečih 21 krajev (v oklepaju število prebivalcev leta 2001):
| - Zagoriče (Agoritschach) (72) - Podklošter (Arnoldstein) (1.944) - Oljše (Erlendorf) (403) - Ziljica (Gailitz) (1.111) - Rute (Greuth) (15) - Ločilo (Hart) (238) - Strmec (Krainberg) (5) | - Podkrajnik (Krainegg) (3) - Lipa (Lind) (101) - Megvarje (Maglern) (299) - Poturje (Neuhaus an der Gail) (282) - Zgornja Vrata (Oberthörl) (72) - Peče (Pöckau) (715) - Dole (Pessendellach) (42) | - Radna vas (Radendorf) (181) - Rikarja vas (Riegersdorf) (365) - Šentlenart pri Sedmih studencih (St. Leonhard bei Siebenbrunn) (241) - Sovče (Seltschach) (392) - Rute pri Vratih (Thörl-Maglern-Greuth) (15) - Čava (Tschau) (96) - Spodnja Vrata (Unterthörl) (240) |

## Zgodovina
Področje okoli Podkloštra je bilo naseljeno že vsaj v antiki, o čemer še danes pričajo ostanki nekdanje rimske ceste na levem bregu reke Ziljice. Ta cesta je povezovala staro rimsko mesto Oglej ob obali Jadranskega morja z Virunom v provinci Norik.
Slovensko ime kraja izvira iz benediktinskega samostana (narečno klošter), ki je bil na vzpetini nad Ziljico ustanovljen leta 1106/07 in je deloval vse do leta 1783, ko je bil ukinjen zaradi jožefinskih reform. Samostan ni bil nikoli obnovljen, do danes pa je ostala ruševina, ki je urejena za obiskovalce.
Pod samostanom je ob stari prometni poti v Furlanijo in Severno Italijo nastala vas, ki se v pisnih virih prvič omenja leta 1376. Leta 1500 se naselje že omenja kot trg, vendar brez meščanskih pravic in privilegijev. Pozno 15. in zgodnje 16. stoletje je čas turških vpadov na Južnem Koroškem, ob katerih je bilo področje Podkloštra zaradi svoje lege ob eni najugodnejših prometnic iz juga proti severu še posebej izpostavljeno. V 16. stoletju se Podklošter, očitno drastično izčrpan in obubožan od bojev s Turki, ponovno omenja samo kot vas, brez trških pravic.
16. stoletje je tudi čas reformacije, ki pusti na Podkloštrskem za slovensko kulturno zgodovino še poseben pečat. Koroški deželni stanovi so reformacijo od samih začetkov množično podpirali, prispevali tretjino finančnih sredstev za Dalmatinov slovenski prevod Sv. Pisma in zakupili velik del prvih tiskanih izvodov za potrebe koroškega slovenskega prebivalstva. Protestantizem je cvetel predvsem v spodnji Ziljski dolini, ki je bila takrat poseljena še z izključno slovensko govorečim prebivalstvom. Vasi Zagoriče in Sovče na Podkloštrskem sta se tudi za časa protireformacije, ki je sicer uničila večino protestantske literature, ohranili kot "slovenski protestantski trdnjavi", kjer so vaščani vse do tolerančnega patenta Jožefa II. konec 18. stoletja skrivaj opravljali protestantsko bogoslužje v svojem domačem narečju, na skritih mestih hranili Trubarjeve in Dalmatinove knjige, jih prepisovali in prenašali izročilo slovenske pisane besede iz roda v rod. Iz kontinuirane tradicije prepisovanja in obnavljanja starih protestantskih del med 16. in 19. stoletjem je vzcvetela tudi popolnoma samosvoja in v Evropi edinstvena slovenska koroška literarna veja bukovništva, ki predstavlja most med  književno tradicijo slovenskega protestantizma in sodobno slovensko književnostjo.
Občina Podklošter je bila ustanovljena leta 1850, leta 1930 pa je ponovno pridobila trške pravice.

## Prebivalstvo
Po popisu iz leta 2001 ima občina Podklošter 6.832 prebivalcev, od tega jih ima 91,9 % avstrijsko, 2,9 % bosansko, 1,5 % pa nemško državljanstvo.
76,3 % prebivalstva se izreka za katolike, 9,8 % za evangeličane, 3,5 % pa za muslimane. 7,6 % prebivalcev se ne prišteva k nobeni uradni veroizpovedi.

## Politika

### Občinski svet
Občinski svet občine Podklošter ima 27 članov in se je na zadnjih občinskih volitvah leta 2009 izoblikoval takole: 
- 18 sedežev Socialdemokratska stranka Avstrije (SPÖ)
- 7  sedežev Koroški Svobodnjaki  (FPK)
- 2  sedeža Avstrijska ljudska stranka (ÖVP)

Neposredno izvoljeni župan je od leta 2003 Erich Kessler (SPÖ).

### Grb
Grb občine Podklošter, ki ji je bil uradno podeljen 30. aprila 1956, vsebuje motiv najstarejšega ohranjenega žiga benediktinskega samostana. Žig je ohranjen na samostanskih listinah, izdanih med letoma 1280 in 1509. Motiv sicer ne prikazuje zvesto samostanskega cerkvenega pročelja, saj ima le-to v resnici samo en stolp . Oba prikazana stolpa s svojim obrambnim značajem nakazujeta tudi na grad (Arnoldstein), ki naj bi nekoč stal na mestu kasnejšega samostana. Barve so povzete po tradicionalnih barvah bamberške nadškofije, pod katere upravljanjem je bil samostan vse do leta 1759.
Zastava občine Podklošter je rumeno-črna, z vključenim grbom.

## Kultura in znamenitosti
- Ruševine benediktinskega samostana
- Župnijska cerkev Sv. Andreja v Vratih - Megvarju, s freskami Mojstra Tomaža Beljaškega
- Podružnična cerkev v Pečah, s freskami Mojstra Tomaža
- Romarska cerkev Marije pri Sedmih studencih v fari Šentlenart
- Slap v Pečah
- Vasi Zagoriče in Sovče, tradicionalna kraja večstoletne ohranjene dediščine slovenskih Trubarjevih protestantov
- V Podkloštru, Ziljici, na Pečah, v Sovčah in v Vratih se ob praznikih domačih cerkvenih zavetnikov prireja znamenito štehvanje

### Marijina božja pot v Šentlenartu pri Sedmih studencih
Starodavna Marijina božja pot je v Mariji pri Sedmih studencih v fari Šentlenart pri Sedmih studencih v občini Podklošter. Na glavnem oltarju cerkve najdemo napis: "MARIJA POMOČ KRISTJANOV". Vodo iz vrelca izpod cerkve smatrajo kot zdravilno, saj se po novih raziskovanjih "vrti na desno stran".

## Znamenite osebnosti
- Flora Rauter (1896-1996), slovenska koroška ljudska pesnica tudi dvojezična, šivilja in  pisateljica

## Spletne povezave
- Marktgemeinde Arnoldstein